# ダニイル・エリコニン
ダニイル・ボリソヴィチ・エリコニン（ロシア語: Даниил Борисович Эльконин, ラテン文字転写:  Daniil Borisovich Elkonin 、1904年2月16日- 1984年10月4日）は、ソビエト連邦の心理学者。

## 人物
ポルタヴァ県出身。ゲルツェン名称レニングラード教育大学を卒業後、同大学で教鞭をとり、ソビエト軍教育研究所を経て、教育アカデミー心理学研究所実験室長兼モスクワ大学心理学部教授となる。
ヴィゴツキーの指導と支持を得た児童心理の研究は、ヴィゴツキーの死後、心理発達と子どもの言語使用との相関を実践的に具体的に解明する作業の結果として教科内容および教材を構成するにいたった。

## 論文
- 「幼稚園期児童の遊びの心理学的問題」（1947年）
- 「幼稚園期の遊びの心理学的問題」（1948年）
- 「遊びと、幼稚園期児童の心理学的発達」（1949年）
- 「高次神経活動の生理学の若干の諸問題と児童心理学」（1951年）
- 「幼稚園期児童における第一信号系と第二信号系の相互作用の特質」（1954年）
- 「読み書き習得の心理学の若干の問題」（1956年）
- 「幼稚園期における言葉の発達」（1958年）
- 「学童に知識と技能を形成させる問題および学校における新しい教授法」（ガリペリン、ザポロージェツと共著）（1963年）（邦訳、及川尚子訳、明治図書出版『現代ソビエト心理学』、1966年所収）
- 「知識習得の理論とプログラム学習」（ドラズノワと共著）（1965年）（邦訳、星野喜久三訳、明治図書出版『ソビエト教育科学』第26号1966年）
- 「子どもの遊びの理論の基本的諸問題」（1966年）（邦訳、天野幸子訳、ソビエト心理学研究会『ソビエト心理学研究』第17・18号1974年）

## 著書
- 『児童心理学』（1960年）
- 『低学年学童の学習活動の心理学の諸問題』（ダヴィドフとの共編）（1962年）
- 『知識習得の年齢的可能性』（ダヴィドフとの共編）（1963年）
- 『遊びの心理学』（1978年）